# Sorcière d'Endor
Pour les articles homonymes, voir Sorcière (homonymie) et Endor.
Dans la Bible hébraïque, la sorcière d'Endor, ou pythonisse d'Endor (village canaanite situé probablement sur le mont Moréh), telle que mentionnée dans le premier livre de Samuel, chapitre 28:3–25, est une femme nécromancienne « qui possède un talisman », avec lequel elle appelle le prophète Samuel récemment décédé, à la demande de Saül, roi d'Israël. Elle a été comparée à un médium. 

## D'après la Bible
Saül est abandonné par Yahvé. Il est à la fin de son règne, et ne désire plus que la mort de David. Or celui-ci s'est allié avec les Philistins et Saül veut connaître les intentions de Dieu. Le roi sait que Dieu a interdit la sorcellerie et punit de mort tous ceux qui s'y adonnent. Du vivant du prophète Samuel, Saül a même fait exécuter tous les sorciers et tous les nécromanciens. 
Les Philistins ont rassemblé leurs forces et campent à Sunem. Saül a, quant à lui, positionné son armée à Gelboé. Le roi est terrifié à la vue des troupes ennemies et en appelle à Dieu, mais ne reçoit aucune réponse par les oracles traditionnels, rêves, prophètes et Ourim et Thoummim.  

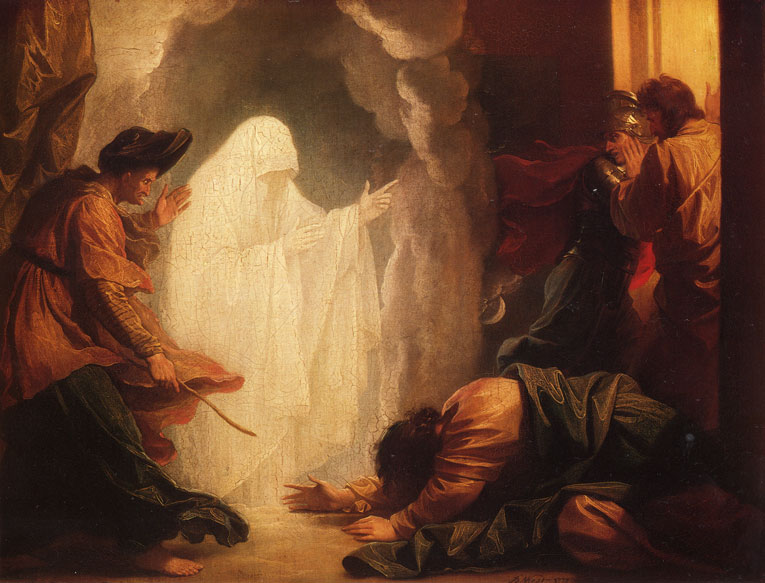
Saül et la sorcière d'Endor de Benjamin West (1777).

Il demande alors à rencontrer une femme « qui possède un talisman » qui lui permettrait d'entrer en relation avec les morts[réf. nécessaire]. On lui indique qu'une sorcière habite le village d'Endor (en), et il décide de s'y rendre, déguisé, de nuit, accompagné de deux serviteurs et de demander à la femme d'appeler pour lui la personne qu'il lui signalera. La sorcière flairant un piège, refuse dans un premier temps d'obéir, connaissant trop bien le sort réservé par décision royale à ses semblables. Assurée de son immunité, elle appelle alors, à la demande de Saül, Samuel. À la vue de ce dernier, elle se met à hurler et accuse le roi, qu'elle reconnaît immédiatement, de l'avoir trompée. Saül apaise ses craintes et lui demande ce qu'elle a vu. Elle a vu « des dieux (elohim) venant (pl.) des entrailles de la terre », et « un vieil homme enroulé dans une cape ». Saül se prosterne devant le fantôme qu'il ne voit pas. Samuel se plaint d'avoir été dérangé, mais Saül plaide l'urgence du danger et son abandon par Dieu. Samuel, cependant, refuse de donner un conseil, mais annonce l'imminente chute du roi et de sa dynastie. Saül défaille en entendant ce présage tout autant d'émotion que de fatigue et d'inanition. La sorcière tente de le réconforter et l'invite à partager son hospitalité. Devant les implorations conjuguées de la femme et de ses serviteurs, il accepte, mange, puis s'en retourne ensuite calmement vers son destin.  
Il périra le jour suivant lors de la bataille de Gelboé.  
Dans le texte biblique, la femme reste anonyme, tandis que le Midrash rabbinique soutient qu'elle se nomme Zéphanie et qu'elle est la mère d'Abner.
La prophétie de l'ombre de Samuel est en grande partie une répétition des mots de Samuel  lorsqu'il était vivant, dans 1 Samuel 15. La seule information nouvelle est la nouvelle prophétie que Saül doit mourir « demain ». Et pourtant, si les événements des chapitres 1Sam.28-31 sont dans l'ordre chronologique, Saül n'est pas mort le jour suivant. Il est mort après trois jours de plus, pour laisser le temps aux mouvements de troupes de David d'atteindre Ziklag « le troisième jour » (1Sam.30,1). Dans ce cas, la prophétie ajoutée par la sorcière était en fait fausse.

## Interprétations

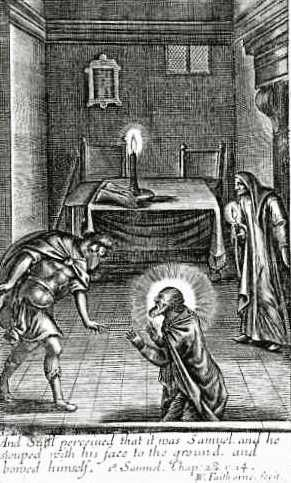
Le Médium d'Endor: du frontispice du livre Saducismus Triumphatus de Joseph Glanvill.

Dans la Septante, la traduction grecque de l'Ancien Testament, l'expression « une femme avec un esprit » (28,7) se traduit par « une ventriloque », dans le texte grec, le terme utilisé est "ἐγγαστρίμυθος" ou "une engastrimythe", ce terme renvoie aux Pythies et sera traduit "une sorcière" par Pierre Guiget. Par conséquent, Origène a conclu que la voix du fantôme était bien celui de la femme.
Dans le judaïsme, quelques rabbins professent que l'âme d'un mort plane autour du corps du défunt pendant un an après sa mort. Ceci permet à l'âme de la personne décédée d'être vraiment appelée pendant cette période, et confirme que l'âme appelée de façon surnaturelle par la sorcière est effectivement celle de Samuel. Saül, à cette époque, peut avoir aussi pensé que Samuel avait été rappelé du Sheol. 
En se basant sur cette histoire, les rabbins, et plus particulièrement Rabbi Levi Ben Gershom, dit Ralbag, ont développé la théorie que la nécromancienne a bien vu l'esprit, mais a été incapable d'entendre son discours, tandis que la personne pour laquelle elle avait appelé l'esprit, a entendu sa voix, mais n'a pas été capable de le voir ; les spectateurs eux, ne peuvent ni entendre ni voir le fantôme. Les cris de la femme à la vue de Samuel sont dus au fait que celui-ci est apparu debout de façon inhabituelle, alors qu'elle s'attendait à le voir apparaître allongé.   
Les Pères de l'Église, et quelques écrivains chrétiens modernes ont débattu des questions théologiques soulevées par ce texte. Si on interprète la Bible littéralement, on pourrait affirmer qu'il est ou qu'il était possible aux humains de faire venir l'âme d'un saint défunt par magie. Les commentaires du Moyen Âge suggèrent naturellement que ce que la sorcière a appelé, n'était pas le fantôme de Samuel, mais un démon ayant pris son apparence. L'auteur chrétien moderne Hank Hanegraaff (en) affirme que bien qu'il soit impossible pour les humains d'appeler un mort, Samuel est quand même apparu devant Saül et la sorcière, par un acte souverain de Dieu.  Hanegraaff interprète le passage pour signifier que la sorcière a été surprise par cet évènement.  
Indépendamment de la réalité des pouvoirs de la sorcière, l'histoire peut être vue comme une satire de Saül. Autrefois, Saül était le roi vertueux qui défendait Dieu avec son épée ; ayant perdu les faveurs de Dieu, il en est réduit à participer à des rituels interdits. Il n'a reçu aucun conseil du fantôme de Samuel, qui ne lui a que confirmé sa déchéance.

## Postérité

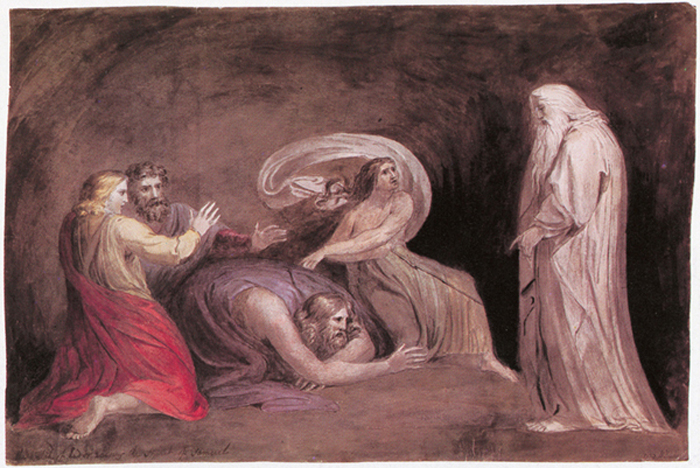
William Blake, La Sorcière d'Endor faisant apparaître le fantôme de Samuel (1783)

### Arts graphiques
- La sorcière d'Endor faisant apparaître le fantôme de Samuel, William Blake, plume et aquarelle, 1783, New York Public Library.

### Art contemporain
- La sorcière d'Endor figure parmi les 1 038 femmes référencées dans l'œuvre d’art contemporain The Dinner Party (1979) de Judy Chicago. Son nom y est associé à Judith[2],[3].

### Littérature moderne
- La Sorcière d'Endor est le nom fictif d'un cutter de la Royal Navy britannique dans le roman historique des aventures d'Horatio Hornblower, "Flying Colours" de l'écrivain britannique C. S. Forester, paru en 1938.
- La Sorcière d'Endor est un personnage de la saga Les Secrets de l'immortel Nicolas Flamel  de Michael Scott. Son nom est Zéphanie, mais elle aime se faire appeler "Dora". Tout comme son frère cadet Prométhée, c'est une Aînée de la Première Génération, qui maîtrise la magie élémentaire. Contrairement à son frère, maître du feu, elle est une maîtresse de l'air.

### Musique
- "Saül"  (HWV 53) est un oratorio composé par Georg Friedrich Haendel et créé en 1739 au King's Theatre de Londres. Dans cette œuvre, Saül meurt juste après avoir rendu visite à la sorcière d'Endor.
- Marc-Antoine Charpentier: David et Jonathas tragédie en musique H. 490, et Mors Saülis et Jonathae, histoire sacrée H. 403.
- "The Witch of Endor" est le titre d'une pièce du compositeur américain Moondog.
- "The Witch of En-dor and Other Poems" est un recueil du poète et bohémien américain Francis Saltus Saltus (1849-1889).
- "Witch of Endor" est la première chanson du premier album du groupe de Doom Metal américain Bloody Hammers, paru en 2012.

### Télévision
- Dans la série Ma sorcière bien-aimée (Bewitched), le personnage joué par Agnes Moorehead, se nomme "Endora". Il n'a jamais été mentionné si elle est "la" médium d'Endor, bien qu'il soit clair dans la série, que les personnages avec des pouvoirs magiques vivent très longtemps.

## Référence
- (en) Cet article est partiellement ou en totalité issu de l’article de Wikipédia en anglais intitulé « Witch of Endor » (voir la liste des auteurs).

1. ↑  Pierre Guiget, La Septante Grec-Français, Théotex, 2014, 5476 p. (lire en ligne), p. 1.Roi, 28-7
2. ↑  Musée de Brooklyn - Centre Elizabeth A. Sackler - La Sorcière d'Endor
3. ↑  Judy Chicago, The Dinner Party : From Creation to Preservation, Londres, Merrel 2007.  (ISBN 1-85894-370-1).